# ダリボル・ステヴァノヴィッチ
ダリボル・ステヴァノヴィッチ（Dalibor Stevanović、1984年9月27日 - ）は、スロベニアの元サッカー選手。元スロベニア代表。ポジションはミッドフィールダー。

## 経歴
2006年2月に親善試合でスロベニア代表デビュー。UEFA EURO 2008予選や2010 FIFAワールドカップ・ヨーロッパ予選にも出場した。出場機会は無かったが、2010 FIFAワールドカップのメンバーにも選ばれた。2015年までに通算22試合に出場、1得点をあげた。

## 代表歴

### 出場大会
- スロベニア代表
  - 2010 FIFAワールドカップ

### 試合数
- 国際Aマッチ 22試合 1得点（2006年-2015年）[1]

| スロベニア代表 | 国際Aマッチ | 国際Aマッチ |
| 年             | 出場        | 得点        |
| -------------- | ----------- | ----------- |
| 2006           | 2           | 0           |
| 2007           | 4           | 0           |
| 2008           | 3           | 0           |
| 2009           | 6           | 1           |
| 2010           | 1           | 0           |
| 2011           | 0           | 0           |
| 2012           | 0           | 0           |
| 2013           | 1           | 0           |
| 2014           | 4           | 0           |
| 2015           | 1           | 0           |
| 通算           | 22          | 1           |